# اهداء عضو

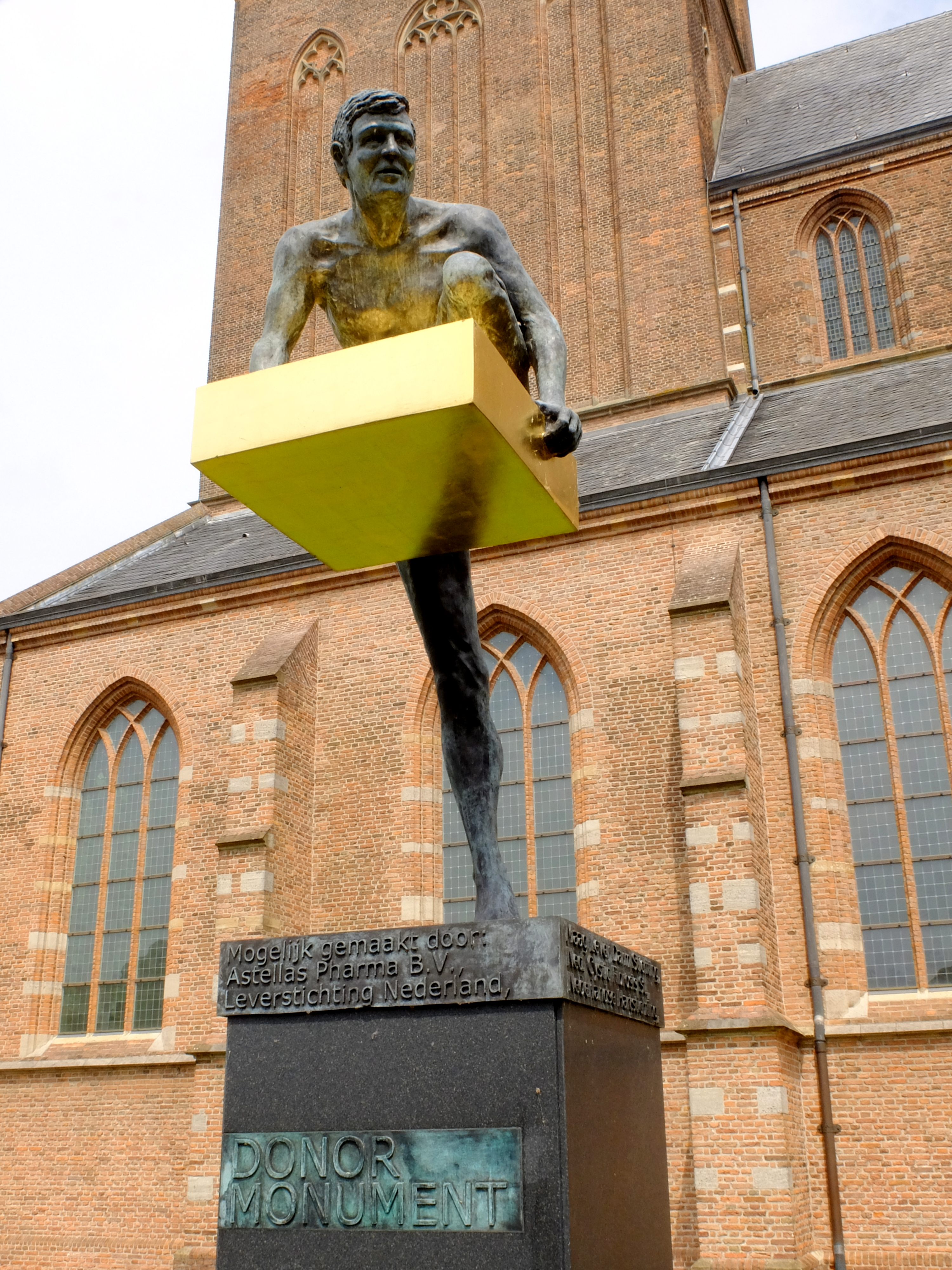
نشان ملی اهداء عضو در هلند

اهدای عضو به این معنی است که یک فرد یا ولی دم او اجازه می‌دهد تا بافت‌ها یا اعضای سالم او به شخص دیگری برای پیوند اهدا شود که این پیوند می‌تواند زمانی که فرد زنده است یا پس از مرگ او صورت گیرد. پیوندهای متداول عبارتند از: کلیه‌ها، قلب، کبد، پانکراس، روده، ریه‌ها، استخوان، مغز استخوان، پوست و قرنیه. برخی از ارگان‌ها و بافت‌ها را می‌توان زمانی که شخص اهداکننده زنده است به شخص دیگری پیوند زد مانند یکی از کلیه‌ها یا بخشی از کبد اما در بیشتر موارد اهدای عضو زمانی صورت می‌گیرد که فرد اهداکننده دچار مرگ مغزی شده باشد.
طبق آمار از تاریخ یکم اوت ۲۰۱۶ حدود ۱۲۰٬۰۰۴ نفر در آمریکا در انتظار دریافت عضو از اهداکنندگان برای نجات زندگی خود هستند. از این تعداد ۹۶٬۶۴۵ نفر در انتظار پیوند کلیه هستند. در حالی که دیدگاه‌های اهدای عضو در حال مثبت است و تعداد اهدا کنندگان رو به افزایش است اما یک شکاف بزرگ بین تعداد اهدا کنندگان نسبت به کسانی که در انتظار اهدای اعضای بدن هستند در سطح جهانی وجود دارد.

## روند اهدا
اهدا کنندگان اعضای بدن معمولاً در زمان اهدا دچار مرگ مغزی شده‌اند اما این امکان وجود دارد که در زمان اهدا، فرد اهداکننده زنده باشد. برای اهدا کنندگان زنده، قبل از اهداء عضو از آن‌ها آزمایش‌های گسترده‌ای گرفته می‌شود. همچنین آن‌ها مورد ارزیابی‌های روانی قرار می‌گیرند تا پزشکان متوجه شوند که آیا واقعاً فرد اهداکننده رضایت کامل نسبت به اهداء عضو را دارد یا خیر و در آخر در روز اهدا، فرد اهداکننده و فردی که قرار است عضو یا بافت به او پیوند زده شود در بیمارستان حاضر می‌شوند.
برخی از افرادی که دچار مرگ مغزی شده‌اند، پیش از مرگ به صورت داوطلبانه تمایل خود را نسبت به اهدای عضو با دریافت "کارت اهدای عضو " اعلام می‌کنند اما در صورت تأیید مرگ مغزی توسط چهار پزشک معتمد متخصص داخلی، متخصص بیهوشی، متخصص مغز و اعصاب و متخصص  پزشکی قانونی، در صورت  اعلام رضایت قانونی خانواده متوفی نسبت به اهدای عضو، اعضای حیاتی مناسب به بیماران نیازمند اهدا می‌شود. گفتنی است در این فرایند خانواده اهداکننده و گیرنده عضو هیچ هزینه‌ای پرداخت نمی‌کنند.
جراحی این فرایند بستگی به اندام‌هایی که اهدا می‌شوند دارد. پس از جراحی، اعضا از بدن فرد اهداکننده توسط جراحان، ارگان‌ها را در سریع‌ترین زمان ممکن به دریافت‌کننده پیوند می‌زنند. زیرا اکثر اعضای بدن فقط چند ساعت می‌توانند خارج از بدن سالم بمانند. زمانی که عضوی از بدن فرد اهداکننده خارج شد، محل آن را ترمیم می‌کنند و سپس جنازه را تحویل خانواده شخص برای مراسم تدفین می‌دهند.

### مرگ مغزی
مرگِ مغزی به وضعیت غیرقابل بازگشت همه عملکردهای مغز گفته می‌شود. در چنین وضعیتی همهٔ نورونهای مغز در نتیجهٔ هیپوکسی تخریب می‌شوند. مرگ مغزی یکی از معیارهای قطعی تعیین‌کنندهٔ مرگ است. هر فرد مرگ مغزی می‌تواند با اهدای اعضای حیاتی خود جان ۸ نفر را نجات دهد و با اهدای نسوج (از جمله قرنیه، پوست، تاندون و ..)  53 نفر را از معلولیت برهاند. امکان بهبودی و بازگشت بیمار مرگ مغزی به هیچ عنوان وجود ندارد.

## تاریخچه و سوابق
اهداء عضو برای نخستین بار بر روی رونالد لی هریک انجام شد که کلیه برادر دو قلویش را در سال ۱۹۵۴ به او پیوند زدند. جراح جوزف موری، در سال ۲۰۱۰ برای پیشرفت در پیوند عضو برنده جایزه نوبل در فیزیولوژی یا پزشکی شد.

### فرایند رضایت
اصطلاح رضایت معمولاً این‌گونه تعریف می‌شود: پیوستن به یک موضوع طبق یک توافق و با رعایت اصول و مقررات. این تعریف در اهدای عضو مشکل می‌شود بخصوص زمانی که فرد در سلامت کامل بوده و به‌طور ناگهانی در یک اتفاق (مثل تصادف) دچار مرگ مغزی می‌شود، اینجاست که خانواده‌ها نمی‌توانند با اهداء اعضای بدن او کنار بیایند.
قوانین کشورهای مختلف برای اهداکنندگان در انتخاب، هزینه‌ها و رضایت از سوی خود و بستگان آن‌ها، متفاوت است.

### ژاپن
نرخ اهدای عضو در ژاپن به‌طور قابل توجهی پایین‌تر از کشورهای غربی است. این موضوع به دلایل فرهنگی موجود در ژاپن و همچنین برخی بی‌اعتمادی‌ها نسبت به طب غربی است که باعث شد در سال ۱۹۶۸ قانونی برای ممنوعیت پیوند عضو در این کشور اجرا شود. اما بعد از سی سال از آن قانون در سال ۱۹۹۷ ژاپن قانونی را برای اهداء عضو تنظیم کرد که در آن افرادی که دچار مرگ مغزی می‌شوند می‌توانند اعضای بدن خود را اهدا کنند.

### برزیل
یک کمپین که توسط باشگاه ورزشی رسیف ایجاد شده بود، باعث شد تا لیستی از افرادی که در انتظار پیوند عضو هستند تقریباً به صفر نفر برسد. درحالی که در برزیل به افراد کارت اهدا عضو داده می‌شود و قانونی وجود دارد که خانواده اشخاصی که می‌میرند می‌توانند برای رضایت اهداء عضو بدهند، اما با این حال روند اهداء عضو در این کشور رو به کاهش است.

### ایران

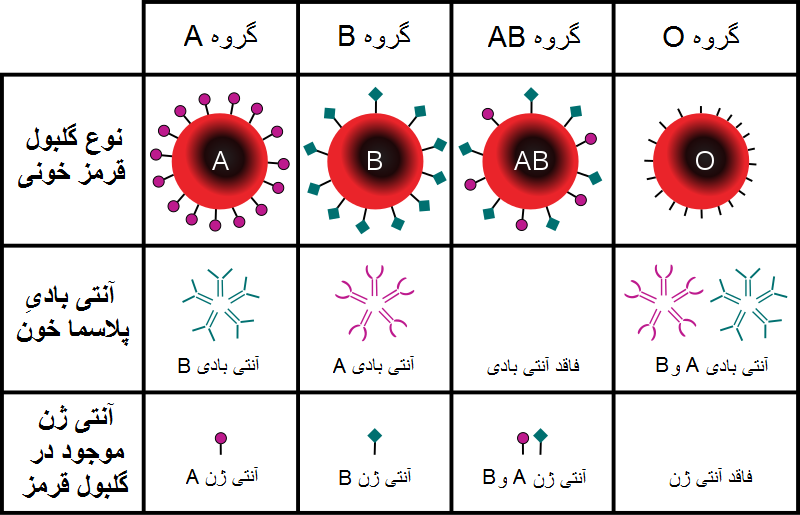
گروه‌های خونی

در ایران، اهدای عضو از فرد مرگ مغزی به‌طور رایگان انجام می‌شود و اگر فرد مرگ مغزی در بیمارستان دولتی بستری شده باشد، هزینه‌های بیمارستان نیز توسط دولت پرداخت می‌شود.
نخستین پیوندهای انجام شده در ایران
1. ۱۳۱۴ خورشیدی: نخستین پیوند قرنیه.[۸]
2. ۱۳۴۷ خورشیدی: نخستین پیوند کلیه.[۸]
3. ۱۳۶۹ خورشیدی: نخستین پیوند مغز استخوان.[۸]
4. ۱۳۷۲ خورشیدی: نخستین پیوند قلب و کبد.[۸]
5. ۱۳۷۹ خورشیدی: نخستین پیوند ریه.[۸]
6. ۱۳۸۵ خورشیدی: نخستین پیوند پانکراس و روده.[۸]

سیر قوانین اهدای عضو در ایران
1. ۱۳۷۲ خورشیدی: تقدیم لایحهٔ پیوند اعضاء از افراد فوت شده به مجلس شورای اسلامی.[۸]
2. ۱۳۷۶ خورشیدی: بازنگری شرح وظایف و تدوین آئین‌نامه مرکز دیالیز و پیوند اعضاء.[۸]
3. ۱۳۷۷ خورشیدی: ابلاغ بخشنامه پیوند اعضاء اتباع خارجی.[۸]
4. ۱۳۷۹ خورشیدی: تصویب قانون پیوند اعضا از جسد.[۸]
5. ۱۳۸۱ خورشیدی: تصویب آئین نامهٔ مربوطه در هیئت دولت.[۸]
6. ۱۳۸۱ خورشیدی: شکل‌گیری شبکهٔ فراهم‌آوری اعضا پیوندی در ایران.[۸]
7. ۱۳۸۵ خورشیدی: صدور بخشنامهٔ پیوند کلیه.[۸]

## تاریخچه و اهمیت کارت اهدای عضو
کارت اهدای عضو یکی از بزرگترین نمادهای فرهنگی در زمینه ارتقای فرهنگ اهدای عضو می‌باشد. 
از زمان راه اندازی واحدهای فراهم آوری اعضای پیوندی در کشورمان، مراکز مختلفی شروع به ثبت نام و صدور کارت اهدای عضو نمودند. در روزها و ماه‌های اول تعداد ثبت نام به بیش از ۱۰۰ نفر در ماه نمی‌رسید، اما با شروع تبلیغات فرهنگی و برگزاری جشن نفس، تعداد بیشتری از مردم نیک اندیش سرزمینمان با این امر مقدس آشنا شدند و تعداد افراد متقاضی کارت اهدای عضو به بیش از ۵۰۰ نفر در روز رسید... 
تقاضای دریافت کارت اهدای عضو روز به روز بیشتر شد، به اندازه‌ای که مدت زمان دریافت کارت اهدای عضو برای هر فرد به بیش از ۵ماه رسید. با توجه به اینکه کارت اهدای عضو صرفاً نشان دهنده رضایت قلبی هر شخص برای اهدای عضو در زمان مرگ می‌باشد و جنبه‌ی قانونی ندارد؛ لذا بر آن شدیم تا سامانه‌ای راه اندازی کنیم که مدت زمان دریافت کارت را به طرز چشمگیری کاهش دهد تا انتظار رسیدن این کارت، مردم ایثارگر میهن عزیزمان را آزرده خاطر نسازد. 
با توجه به مسائل فوق و همچنین پیرو تأکید مقام محترم وزارت بهداشت، درمان و آموزش پزشکی، ابداع روشی برای ثبت نام و صدور آنی کارت اهدای عضو در دستور کار این وزارت قرار گرفت و نتیجه تمامی بررسی‌ها، سامانه www.ehda.ir می‌باشد. در این سامانه کد ملی هر فرد به صورت آنلاین کنترل شده و در صورتی‌که اطلاعات مطابق کارت ملی وارد شده باشد، کارت اهدای عضو صادر شده و متقاضی می‌تواند همان لحظه کارت خود را ذخیره و چاپ نماید. 
اطلاعات داوطلبان دریافت کارت بلافاصله وارد سامانه کشوری کارت اهدای عضو شده و در آن ذخیره می‌گردد. لازم به ذکر است این سامانه از طریق کلیه بیمارستان‌های کشور قابل دسترسی بوده و امکان جستجوی نام افراد مرگ مغزی بستری در این بیمارستان‌ها وجود دارد. 

## نحوه ثبت نام کارت اهدای عضو
همه ایرانیان دارای کد ملی ۱۰ رقمی می‌توانند از طریق سایت www.ehdacenter.ir برای دریافت کارت اهدای عضو اقدام کنند تا هم به صورت آنلاین و آنی کارت خود را دریافت کرده و هم تمایل آنان نسبت به اهدای عضو در دسترس دست اندرکاران این امر در سراسر کشور قرار گیرد.

### ترویجِ فرهنگِ اهدای عضو
هر ایرانی می‌تواند با افزایشِ آگاهیِ خود و دیگران، بالابردن سطح اطلاعات جامعه در زمینهٔ مرگ مغزی و اهدای عضو، گرفتن کارت اهدا و شرکت در طرح سفیران به ترویجِ فرهنگِ اهدای عضو کمک نماید.